# Кулески, Василь
Василь Кулески (нем. Vasil Kuleski; 21 марта 1993, Вена, Австрия) — австрийский футболист македонского происхождения, полузащитник футбольного клуба «Унтерштинкенбрунн».

## Клубная карьера
Кулески начал свою карьеру в клубе «Зиммеринг», где он начал играть с 2000 года. В 2006 году перешёл в «Рапид Вена», где сначала выступал за юношеский состав. Прекрасно проявив себя в матчах за юношеский состав, где забил 5 мячей в 10 играх, был переведён в молодёжный состав клуба.
Полузащитник дебютировал в высшей австрийской лиге 14 мая 2011 года против команды «Рид», заменив на 84-й минуте Штефана Куловица.

## Международная карьера
Сыграл два товарищеских матча за юношескую сборную Австрии. Первый из них состоялся 1 сентября 2010 года (против юношеской сборной Словении), когда Кулески, выйдя в стартовом составе, был заменён в перерыве. Второй матч в составе сборной провёл 17 ноября 2010 года против юношеской сборной Швейцарии, выйдя во втором тайме.